# Djuphavspirater
Djuphavspirater är en engelsk ungdomsbok av Eric Linklater utgiven 1949 (1950 och 1968 på svenska).

## Handling
Timothy och Hew letar skatter på stranden tillsammans med betjänten Sam Sturgeon. Plötsligt dyker det upp en mycket märklig man ur vattnet - en man som de stiftade bekantskap med vid ett skeppsbrott ett antal år tidigare. Det visar sig att han behöver hjälp: nätet av latituder och longituder är hotat av pirater som vill byta ut knoparna där dessa kablar möts och om någon kapar dem, ja, då finns det inte något som håller jorden samman längre. Skulle Timothy och Hew... kunna hjälpa till med att skicka bud till Davy Jones' Kista?

## Kritik
"Den enda kritik man möjligen kan rikta mot denna förtjusande bok är att den kommer att tilltala de vuxna till och med ännu mer än barnen", skrev en hänförd engelsk kritiker.
Min främsta invändning är kanske att det som är de dramaturgiska höjdpunkterna närmast försvinner men samtidigt är det roligare att läsa om annat än strider och bataljer.